# Карло I Малатеста
Вижте пояснителната страница за други личности с името Карло I.
Карло I Малатеста (на италиански: Carlo I Malatesta; * 5 юни 1368, Папска държава; † 13 септември 1429, Лонджано) е италиански кондотиер по време на войните в Ломбардия и господар на Римини (1385 – 1429), Фано, Чезена (1417 – 1429) и Пезаро. Той е член на фамилията Малатеста.

## Произход
Той е първото дете на Галеото I Малатеста (* 1299, † 1385), кондотиер, господар на Римини (1372 – 1385), Пезаро (1372), Фано, Чезена (1376), Асколи Пичено и Фосомброне, и на втората му съпруга Елизабета да Варано. Има пет братя и три сестри: 
- Томаза, съпруга на Джакомо Пеполи, съгосподар на Болоня
- Маргерита (* 1370, † 1399), съпруга на Франческо I Гонзага, капитан на народа на Мантуа
- Джентиле († ок. 1450), господарка на Фаенца като съпруга на Джангалеацо Манфреди
- Ренгарда († 1434),  херцогиня на Урбино като съпруга на Гуидантонио да Монтефелтро
- Андреа, нар. Малатеста (* 1373, † 1416), кондотиер, господар на Чезена, съпруг на Ренгарда Алидозио, Лукреция Орделафи и Полисена Сансеверино ди Веноза
- Николо
- Галеото Новело, нар. Белфиоре (* 1377; † 1400), кондотиер, господар на Червия, съпруг на Анна Да Монтефелтро
- Пандолфо III Велики (* 1370, † 1427), кондотиер, господар на Фано, съпруг на Паола Бианка Малатеста, на Антония да Варано и на Маргерита Гуиди ди Попиь

Има и една полусестра от първия брак на баща си, както и трима полубратя и две полусестри от извънбрачните му връзки.

## Управление
На 17 г. Карло получава от баща си Сеньория Римини, а от папата – длъжностите на ректор-викарий за Провинция Романдиоле и гонфалониер на Църквата.
Връща Сантарканджело ди Романя, който се бунтува срещу баща му, и след това отива на страната на венецианците, за да се бие срещу господаря на Падуа.
През 1388 г. се сражава срещу Да Монтефелтро.
Служи на Висконти във войната срещу Флоренция и през 1390 г. разбива корпус от 600 рицаря, изпратен от болонците на Джовани да Барбиано. Все пак си отмъщава, като плячкосва територията на Римини. В същото време се опитва напразно да попречи на Франческо да Карара да нахлуе в неговите владения.
През 1391 г., след като папа Бонифаций IX потвърждава викариатството му за Римини, Фано и Фосомброне, Карло получава Кантиано от Франческо Габриели, за което трябва да се бори срещу графа на Урбино.
През 1392 г. се сражава срещу Антонио дели Убалдини, който побеждава и когото принуждава да се откаже от притежаваните от него замъци. През същата година разваля съюза с Висконти и се обединява с враговете си. 
През 1393 г. трябва да защитава Бертиноро, заплашен от Орделафи, които нахлуват в Чезена и Римини, но са отблъснати и победени от Карло при Босекио след кървава битка. Той превзема също Монтебело, Ротаняно и други замъци.
През 1397 г. е генерален капитан на лигата на папата, Флоренция и Венеция срещу херцога на Милано Джан Галеацо Висконти, защитавайки Мантуа. След като прекосява река По при Бондено, влиза със сила в Говерноло след ужасна морска битка и отнема корабите от херцозите, докато сухопътната армия побеждава Уголото Бианкардо. През 1398 г. е сключено примирие и през 1399 г. Карло настоява господаря на Флоренция да сключи мир с Висконти – мир, който е подписан чрез намесата на самия Карло. 
През 1399 г. папата го награждава със Златна роза. 
През 1401 г. преминава на служба при Висконти, за да се бие с Рупрехт Баварски, крал на римляните, призован да помогне на флорентинците. Карло се държи храбро при стените на Бреша и след като се среща в единствена битка с Леополд III, херцог на Австрия, макар и ранен, го побеждава и след като е пленен, го отвежда в Бреша, съдействайки за победата на своите хора и допринасяйки за разгрома на германците. През същата година получава от папа Бонифаций IX признаването на освобождаването на абата на Сансеполкро от епископа на Чита ди Кастело.
Когато миланският херцог Джангалеацо Висконти умира през 1402 г., Карло иска да се присъедини към лигата срещу синовете му и като викарий на Църквата се подготвя да си върне Болоня от ръцете на Висконти. След като прави набези на територията на Парма чак до бреговете на Енца, той коварно се опитва да влезе в Болоня, но е отблъснат и преследван от частите на Фачино Кане, от които успява да се отърве, принуждавайки ги да се оттеглят в градските стени.
През 1406 г. е назначен за губернатор на Милано (до 1407 г.).
През 1407 г. е назначен за настойник на племенника си Джанфранческо Гонзага в ръководството на Сеньория Мантуа до неговото пълнолетие. 
През 1409 г. постоянно воюва на страната на папата със званието главнокомандващ (генерален капитан) на Църквата. От тримата едновременно действащи папи поддържа Григорий XII.
През 1412 г. е назначен капитан-генерал на венецианската армия във войната с унгарското нахлуване на крал Сигизмунд. В битката при Мота е ранен и отстъпва командването на брат си – Пандолфо.
Във войната с Милано губи Форли и Градара и отново попада в плен, но херцог Филипо Мария Висконти го освобождава без откуп.
През 1416 г., след смъртта на брат си Андреа, наследява Чезена. Карло служи като водач на перуджанската армия срещу Брачо да Монтоне през 1416 г., но в битката при Сант'Еджидио на Тибър, след осем часа ожесточени боеве, покрит с рани, той е пленен. Освободен е с откуп от 80 хил. дуката.
Участва в Констанцкия събор в подкрепа на Григорий XII и там среща Гийом Дюфе, когото връща в двора.
Служи на Сеньория Флоренция срещу Филипо Мария Висконти, но в битката при Дзагонара през 1424 г., близо до Фаенца, отново попада във вражески ръце. Доведен в Милано, Карло е третиран с уважение и е освободен.
През 1425 г., оклеветен от флорентинците пред папата, отива в Рим, за да се оправдае и получава справедливост от папа Мартин V и папския меч.
Разболява се от треска и умира в замъка си в Лонджано на 14 септември 1429 г., след като успява да накара да процъвтяват владенията си на търговия и индустрия, благодарение и на разширяването на пристанището на река Марекия.

## Брак и потомство
∞ ноември 1386 за Елизабета Гонзага († 31 юли 1432), дъщеря на Лудовико II Гонзага и Алда д’Есте, от която няма деца.
Понеже е без потомство, през 1428 г. Карло получава от папа Мартин V, в ущърб на клона Пезаро, позволението да бъдат узаконени незаконните деца на брат му Пандолфо, а именно Галеото Роберто, Сиджизмондо Пандолфо и Доменико.